# 52nd Street
52nd Street – stacja metra nowojorskiego, na linii 7. Znajduje się w dzielnicy Queens, w Nowym Jorku i zlokalizowana jest pomiędzy stacjami Woodside – 61st Street i 46th Street – Bliss Street. Została otwarta 21 kwietnia 1917.